# 丹陽-昆山特大橋
丹陽-崑山特大橋（たんようこんざんとくだいきょう）は、世界で最も長い橋である。全長が164.8kmの京滬高速鉄道に架かる高架橋である。この橋は、中国東部の江蘇省の丹陽市から崑山市までの区間に架かっている。この橋は、蘇州市の陽澄湖上において9kmの水上で最も長い区間となっている。2010年に完成し、2011年に開業した。
丹陽-崑山特大橋は、ギネス・ワールド・レコーズによって世界最長の橋として認定されている (2011年6月時点）。